# Tula (Tamaulipas)
Pour les articles homonymes, voir Tula (homonymie).

La municipalité de Tula est l'une des 43 municipalités de l'État de Tamaulipas, et est située dans la partie sud de cet État. Située à l'ouest du golfe du Mexique, elle appartient essentiellement au bassin versant de la rivière Tula, propre à sa zone montagneuse de la Sierra Madre orientale. Elle est limitrophe à l'ouest et au sud de l'État de San Luis Potosí. Son chef-lieu est la ville de Ciudad Tula. Elle dépend de la région Altiplano, qui est une des 6 subdivisions administratives de l'État de Tamaulipas.

## Géographie
La municipalité de Tula s'étend au sein de la chaîne de montagne de la Sierra Madre orientale, avec une altitude oscillant entre 400 et 2800 mètres. La majeure partie de ses cours d'eau alimente le bassin versant de la rivière Tula, propre à la Sierra Madre orientale, et qui ne rejoint aucune mer, soit un bassin endoréique. Ce bassin fait partie de la région hydrographique 37 et est nommé El Salado. Sur son flanc oriental, en revanche, les cours d'eau descendants des montagnes appartiennent au bassin versant du fleuve Río Pánuco. Son chef-lieu, la ville de Ciudad Tula, se trouve dans le centre-nord de son territoire, dans une zone de plateau et à une altitude de 1173 mètres, au pied du Cerro La Lagunita. Son territoire couvre une superficie de 3062,33 km², et était peuplé en 2020 de 28 230 habitants, avec une densité de 8,9 habitants par km².
Cette municipalité fait partie de la région Altiplano, qui est une des 6 subdivisions administratives de l'État de Tamaulipas, et regroupe les municipalités de Jaumave, Miquihuana, Palmillas, Bustamante et Tula.
Elle est limitrophe au nord de celle de Bustamante, à l'ouest et au sud, dans l'État de San Luis Potosí, de celles de Guadalcázar, de Ciudad del Maíz et d'El Naranjo, et à l'est de celles d'Ocampo et de Palmillas.

## Composition et démographie
Elle était composée en 2010 de 166 localités, réparties en huit petites régions, dont les plus importantes sont : la ville de Ciudad Tula (es), qui est le siège de cette municipalité, Lázaro Cárdenas, Mamaleón, La Tapona, Miguel Hidalgo, Magdaleno Cedillo, Santa Ana de Nahola, Congregación Cieneguilla et Colonia Agraria Cruces. Le siège municipal compte 17 quartiers, dont les plus anciens sont Divisadero, Las Piedras, El Jicote et La Pila[réf. nécessaire]. Ils sont situés à 22°59 de latitude nord et 99°43 de longitude ouest.
| Localité                       | Population |
| ------------------------------ | ---------- |
| Ciudad Tula                    | 8 778      |
| Magdaleno Cedillo (El Coronel) | 1 133      |
| Lázaro Cárdenas (Cerro Gordo)  | 1 117      |
| Santa Ana de Nahola            | 822        |

En plus de l'espagnol, plusieurs langues amérindiennes sont parlées dans la municipalité, dont les principales sont par ordre d'importance : l'otomí, le mazahua, le nahuatl, le zapotèque et le huastèque.

## Histoire
La ville de de Ciudad Tula (es) a été fondée le 22 juillet 1617 par le frère franciscain Juan Bautista de Mollinedo (es). Elle est généralement considérée comme la plus ancienne ville de l'État du Tamaulipas. Dans les années 1760, elle est incorporée au gouvernement de Nuevo Santander. Elle obtient le statut de la ville en 1835. Pendant une brève période, de décembre 1846 à février 1847, elle fut même le siège de la capitale de l'État.
Il convient de noter, entre autres, l'artisanat de la région (La « Cuera », vêtement typique de Tamaulipas, est originaire de Tula), l'architecture de la période Porfiriato, et le climat sans de la région, Tula étant une région naturelle située à la limite de deux écosystèmes[pas clair].
Carmen Romero Rubio (es), deuxième épouse du président du Mexique Porfirio Díaz, qui fut première dame du Mexique de 1884 à 1911, est née dans cette ville.